# Gambela (Stadt)
Gambela (auch Gambella geschrieben, amharisch ጋምቤላ) ist eine Stadt im Westen Äthiopiens. Sie ist Hauptstadt der gleichnamigen Region Gambela. 2005 hatte sie laut Volkszählung 31.282 Einwohner.
Der Ort wurde am Baro – einem Nebenfluss des Nils – gegründet, um per Schiff Güter aus Äthiopien in den Anglo-Ägyptischen Sudan und nach Ägypten zu exportieren. Menelik II. erlaubte Großbritannien 1902 die Errichtung eines Hafens am Baro, und 1907 wurden der Hafen und eine Zollstation eröffnet. Es wurde eine Schiffsverbindung nach Khartum eingerichtet, die Mitte der 1930er Jahre in der Regenzeit zwei Mal pro Monat verkehrte und flussabwärts sieben, flussaufwärts elf Tage benötigte. Haile Selassie gewährte ab 1927 zwei Griechen Konzessionen für den Bau einer Straße nach Metu und Gore.
Als das faschistische Italien 1936 Äthiopien besetzte, wurde die Schiffsverbindung in den Sudan eingestellt. Die Italiener erbauten eine Straße nach Neqemtee. 1941 beendete Großbritannien die italienische Besetzung in Äthiopien und damit auch in Gambela. Ein neuer anglo-äthiopischer Vertrag 1944 schaffte die meisten britischen Privilegien in Gambela ab, dennoch blieb es eine britische Enklave in Äthiopien. Der Sudan, der 1956 seine Unabhängigkeit erhielt, übergab das Gebiet schließlich vollständig an Äthiopien.
1994 waren von 18.263 Einwohnern 33,8 % Anuak, 26,1 % Oromo, 14 % Amharen, 10,4 % Nuer, 6,5 % Tigray und 4,3 % Kambaata.
Traditionell sind die Anuak und die Nuer die größten Volksgruppen in Gambela. Seit Mitte der 1980er Jahre kamen jedoch vor allem durch staatliche Umsiedlungskampagnen zahlreiche Äthiopier aus anderen Landesteilen in die Region. Sie werden in Gambela als highlanders („Hochländer“, oder auch abwertend „Galla“, ein pejorativer Begriff, der in der Region sowohl Amhara, Tigrayer als auch Oromo meint) bezeichnet. Zwischen Nuer, Anuak und „Hochländern“ kam es immer wieder zu Konflikten. Ab dem 13. Dezember 2003 kam es nach einem Angriff, der angeblich von Anuak begangen wurde, zu dreitägigen Ausschreitungen von „Hochländern“ und äthiopischen Soldaten. Dabei wurden Anuak-Viertel zerstört und über 400 Menschen, fast ausschließlich Anuak, getötet.

## Persönlichkeiten
- Bendere Oboya (* 2000), australische Sprinterin